# Leem Lubany
Leem Lubany (in arabo ليم لوباني‎?; Nazareth, 31 agosto 1997) è un'attrice palestinese con cittadinanza israeliana.

## Biografia e carriera
Lubany è originaria di Nazareth, in Galilea. Iniziò a studiare danza classica quando era molto piccola, per poi passare al canto all'età di 13 anni. Durante i suoi studi al liceo steineriano di Harduf, senza nessuna esperienza pregressa né formazione attoriale, ottenne il fortunato ruolo di Nadia nel film palestinese Omar, candidato ai Premi Oscar 2014 come miglior film in lingua straniera. Il regista Hany Abu-Assad disse di averla scelta per la sua capacità di comunicare innocenza e onestà.
Dopo il successo di Omar, ha recitato nel film arabo Viaggio da paura, e nel cast principale di Rock the Kasbah al fianco di Bill Murray, dove interpreta una ragazza afgana con straordinarie doti canore.
A livello televisivo, Lubany ha esordito nel 2018 nel cast principale di Condor, serie statunitense ispirata alla sceneggiatura del film I tre giorni del Condor. Ha in seguito preso parte ad altre due serie di genere spionistico, la britannica Baghdad Central e la nuova serie di Jeff Bridges The Old Man.

## Filmografia

### Cinema
- Omar, regia di Hany Abu-Assad (2013)
- Viaggio da paura, regia di Ali F. Mostafa (2014)
- Rock the Kasbah, regia di Barry Levinson (2015)
- Saint Judy, regia di Sean Hanish (2018)

### Televisione
- Condor – serie 1 TV, 11 episodi (2018-2022)
- Baghdad Central – miniserie TV, 6 puntate (2020)
- The Old Man – serie TV (2022)

## Doppiatrici italiane
Nelle versioni in italiano dei suoi lavori, Leem Lubany è stata doppiata da:
- Jessica Bologna in Viaggio da paura
- Veronica Puccio in Rock the Kasbah
- Lavinia Paladino in Condor
- Federica Simonelli in Baghdad Central
- Mattea Serpelloni in The Old Man